# Wake Up...It's Tomorrow
Wake Up...It's Tomorrow är Strawberry Alarm Clocks andra studioalbum, släppt 1967. Här finns mestadels psykedelisk pop, men vissa låtar är hårdare, nästan i stil med garagerock. Detta märks i "Black Butter"-trilogin. "Tomorrow" blev den största hiten från albumet och även den sista större med gruppen.

## Låtar på albumet
1. Nightmare of Percussion (Bunnell/Davis/Seol) 2:57
2. Soft Skies, No Lies (Freeman/King) 3:10
3. Tomorrow (King/Weitz) 2:15
4. They Saw the Fat One Coming (Freeman/King) 3:24
5. Curse of the Witches (Bunnell/Seol) 6:47
6. Sit With the Guru (Freeman/King) 3:02
7. Go Back, You're Going the Wrong Way (Freeman/King/Weitz) 2:21
8. Pretty Song from Psych-Out (Freeman/King) 3:18
9. Sitting on a Star (Bartek/Bunnell/Seol) 2:51
10. Black Butter, Past (Davis/Freeman/King) 2:25
11. Black Butter, Present (Freeman/King) 2:06
12. Black Butter, Future (Davis/Freeman/King) 1:28